# Богуслав Газіштейн з Лобковіц
Богуслав Газіштейн з Лобковіц (1461 — 14 листопада 1510) — значний чеський неолатинський поет та письменник, відомий представник чеського гуманізму.

## Життєпис

### Молоді роки
Походив із впливової аристократичної родини Лобковіц, гілки Газіштейн. Син Миколи II Газіштейна та Софії Жеротіни. Початкову освіту здобув у Газіштейні. У 1475 році переїздить до Італії, де починає навчатися у Болонському університеті. У 1478 році на короткий термін поселяється у Тренто, втім незабаром повертається до Болоньї, де вчиться до 1481 року. Того ж року поступає до Феррарського університету, там же у 1482 році Богуслав Газіштейн отримує ступінь доктора канонічного права. Під час свого навчання в Італії зав'язує приязні стосунки з представниками тамтешньої аристократії — Бентивольо та Есте. Тоді ж він утраквістів до католицизму. Згодом повертається до Богемії. Водночас перейнявся духом гуманізму, стає прихильником античного мистецтва та культури.

### Кар'єра
У 1483 році король Владислав II Ягеллончик призначає Богуслава пробстом Вишеграду. З 1487 року працює секратерем у канцлера Іван Шелнберка. У 1490 році за пропозицією свого друга-гуманіста Корнелія Вікторина став претендувати на посаду єпископа Оломуца. Тоді ж газіштейна було обрано на цю посаду, призначення підтвердив імператор Фрідрих III. Втім папа римський Інокентій VIII відмовився підтверджувати це рішення. Суперечка тяглася до 1500 року, коли новим єпископом став Вацлав.

### Подорожі
В цей час (1490–1491 роки) Богуслав Газіштейн подорожував з паломниками по Італії: через Баварію, Мілан, Геную до Риму, звідти до Пізи, Болоньї і Венеції. після цього морським шляхом добрався до Криту, згодом побував на Кіпрі, Родосі, Константинополі, Ефесі, Смірні, Трої. У 1491 році переїздить до Палестини і Сирії, з відтіля до Синайського півострова, Єгипту, де подорожував по Нілу. Звідси з Олександрії до Тунісу, Карфагену, потім до Сицилії й Пелопонесу. Планував також відвідати Аравійській півострів та Індії втім друзі відрадили цього робити. За ці тривалі мандрівки Богуслава Газіштейна прозвали «чеським Улісом».

### Останні роки
У 1501 році повертається додому, успадковує батьківське майно. Того ж року переходить на королівську службу в Угорщині. До 1503 року мешкає у Буді. Втім незадоволений невеликою на його погляд платнею, розчарований у політичному житті Богуслав Газіштейн повертається до рідного замку.
У своїх маєтностях знаходить запаси срібла та залізної руди, що надає йому значний статок та фінансову самостійність. На отриманні кошти Богуслав засновую освітню школи, яка базувалася на засадах гуманізму. Водночас купує численні твори мистецтва, книги та старовинні рукописи. Всього приватна бібліотека Богуслава Газіштейн нараховувала 800 книг, з них 18 латинських рукописів, 17 грецькою мовою та на івриті. Він зовсім не залишав свого замку, лише у 1509 році був присутній при коронації Людовика II. Втім підтримував жваве листування з видатними гуманістами за кордоном. Помер Богуслав Газіштейн 14 листопада 1510 року в своєму замку.

## Творчість
Був послідовником і прихильником культу Діви Марії, що відобразилося в його творчості. Писав лише латиною, вважаючи чеську мовою не гідною для віршування. Опанував стилістичне мистецтво Цицерона та Сенеки. Став одним з найкращих неолатинських поетів. Наслідував Горація та Вергілія. У доробку Богуслава Газіштейна близько 500 віршів, 200 листів та 3 трактати. Вірші писані гекзаметром. автор торкається як тогочасних політичних (зокрема напади на гусітів) та соціальних проблем, питань моралі, так й подає опис природи Чехії.
Найвідоміші твори:
- Carmen heroicum ad Imperatorem et Christianos reges de bello contra Turcas inferendo — заклик до війни проти турків
- Ad sanctum Wenceslaum satyra — сатира на вельможних панів щодо падіння їх моралі
- De propriis Germanorum inventis — вихвалляння винахідників пороху
- Ad quattuordecim auxiliatores — про чеських святих
- De situ Pragae et incolentium moribus — про Прагу та звичаї її мешканців.
- List Petrovi z Rožmberka — листу Петрові Рожмберку
- De miseria humana — трактат про вади людини
- De avaritia — вірші про жадібність
- Vivimus et bibimus — вірші до друга Яна Шлехтова
- Elegie o nespavosti — елегія про безсоння